# James Rosenquist
James Albert Rosenquist (Grand Forks, 29 de novembro de 1933 – New York, 31 de março de 2017) foi um pintor estadunidense. Foi um dos pioneiros do movimento da arte pop.
Mestre da justaposição de imagens montadas em grandes painéis, uma das suas principais obras é "Time Dust", de 1992, um dos maiores murais já feitos no mundo, com 2 metros de altura e 10 metros de comprimento.

## Biografia
James Rosenquist cresceu como filho único. Os seus pais, Louis e Ruth Rosenquist, de origem sueca, eram pilotos amadores e mudavam-se de cidade em cidade em busca de trabalho, acabando por se estabelecer em Minneapolis. A sua mãe, ela mesma uma pintora, incentivou o interesse artístico do seu filho. No ensino médio, Rosenquist ganhou uma bolsa de estudos de curto prazo para estudar na Minneapolis School of Art. O pintor depois estudou na Universidade de Minnesota de 1952 a 1954. Em 1955, aos 21 anos, graças a uma bolsa de estudos, mudou-se para Nova Iorque para estudar na Art Students League. Em 1960, mudou-se para Coenties Slip, também em Nova Iorque, onde dividiu um estúdio com o artista minimalista Charles Hinman.
Rosenquist trabalharia como artista publicitário. Influenciado pelo seu ofício, em formatos de grandes dimensões, a sua percepção da realidade muda e serve-lhe de inspiração para a criação de pinturas monumentais, muito coloridas, autênticos “fragmentos da realidade”.
Muitas das pinturas de Rosenquist são inspiradas na publicidade. Durante a retrospectiva organizada pela Fundação Guggenheim, em 2004, foram exibidas as colagens preparatórias do artista. Essas colagens são retiradas principalmente de anúncios de tabaco, carros ou bebidas.

## Morte
O pintor, que lutava contra uma doença não divulgada, morreu em casa em 31 de março de 2017, aos 83 anos.

## Coleccções públicas
Rosenquist está representado nalguns dos principais museus do mundo, incluindo o Metropolitan Museum of Art, em Nova Iorque, o Museum of Modern Art, em Nova Iorque, o Museum of Contemporary Art, em Los Angeles, o Centro Georges Pompidou, em Paris, a Tate Modern, em Londres, e o Moderna Museet, em Estocolmo.